# Velența
Velența (węg. Váradvelence) – dzielnica miasta Oradea w Rumunii. Przecina ją droga międzynarodowa E60. W czasach socjalizmu dużą część starych, zabytkowych obiektów wyburzono, zastępując je blokowiskami z wielkiej płyty. Dzielnica Velența graniczy z miejscowością Borș, przy której znajduje się przejście graniczne.